# John Baptist Wolf
Pour les articles homonymes, voir Wolf.
John Baptist Wolf, né le 16 juillet 1907  à Ouray (Colorado) et mort le 22 avril 1996 à Syracuse (New York) est un historien universitaire américain, spécialiste de l'histoire européenne moderne.

## Biographie

### Jeunesse et formation
Fils d'un immigrant allemand, il obtient un B.A., puis un M.A. à l'université du Colorado à Boulder. Il s'inscrit ensuite à l'Université Northwestern puis à l'université du Minnesota où en 1934 il obtient son doctorat avec une thèse consacrée à l'histoire diplomatique du Chemin de fer Berlin-Bagdad, publiée en 1936.

### Carrière académique
Wolf commence sa carrière à l'Université du Missouri à Columbia en 1934, où il enseigne jusqu'en 1943, date à laquelle il accepte un poste à l'université du Minnesota. En 1966, il rejoint l'Université de l'Illinois à Chicago où il restera jusqu'à sa retraite en 1974 avec le titre de professeur émérite.

### Dernières années
Il meurt d'une leucémie au printemps de 1996 alors qu'il vivait dans une communauté de retraités située près de Syracuse. Dans sa nécrologie deux de ses étudiants, Joseph Klaits et John T. O'Connor, rappellent « son esprit, sa passion pour l'histoire et son enthousiasme pour la vie » qui animaient ses cours.

### Honneurs et distinctions
Wolf a été deux fois membre de la John Simon Guggenheim Memorial Foundation, d'abord à Paris (1959-1960), puis à Madrid (1967-1968). Pour son travail sur l'histoire de France.
Il est fait  chevalier des Palmes académiques par le gouvernement français en 1979. Il est également président de la Society for French Historical Studies (1968-1969).

## Travaux
Parmi les ouvrages les plus significatifs de John B. Wolf figurent :
- La France, 1815 à nos jours (1940)
- L'émergence des grandes puissances (1685-1715) (1951)
- Vers un équilibre européen des puissances (1640-1720) (1969)

Son étude la plus importante est une biographie monumentale de Louis XIV, parue en 1968,. 
À sa retraite, Wolf a publié, en 1979 The Barbary Coast: Algiers under the Turks, 1500-1730 (La Côte barbaresque: Alger sous les Turcs (1500-1730) qui a été traduit en arabe.